# Verdrag inzake het continentale plateau
Het Verdrag inzake het continentale plateau (Convention on the Continental Shelf) is een internationaal verdrag met betrekking tot de soevereine rechten ter exploratie en exploitatie van de natuurlijke rijkdommen van het continentale plat. Het werd op 29 april 1958 overeengekomen in Genève tijdens de eerste zeerecht-conferentie van de Verenigde Naties, UNCLOS I, en trad in werking op 10 juni 1964 nadat het Verenigd Koninkrijk op 11 mei als tweeëntwintigste staat had geratificeerd.
Het verdrag werd in 1966 door Nederland (Koninkrijk) geratificeerd.